# 퍼르커시 보조정리
수학적 최적화에서 퍼르커시 보조정리(영어: Farkas’s lemma)는 어떤 볼록뿔과 이에 속하지 않는 벡터 사이를 초평면으로 분리할 수 있다는 정리다.

## 정의
{\displaystyle A}가 {\displaystyle m\times n} 실수 행렬이며, {\displaystyle \mathbf {b} \in \mathbb {R} ^{m}}가 {\displaystyle m}차원 실수 벡터라고 하자. 그렇다면, 다음 두 명제 가운데 정확히 하나만이 성립한다.
- {\displaystyle A\mathbf {x} =\mathbf {b} }이며 {\displaystyle \mathbf {x} \geq 0}인 {\displaystyle \mathbf {x} \in \mathbb {R} ^{n}}이 존재한다. 즉, {\displaystyle \mathbf {b} }는 볼록뿔

{\displaystyle \left\{\sum _{i=1}^{n}\mathbf {A} _{i}x_{i}|x_{i}\geq 0\right\}}
에 속한다.
- {\displaystyle A^{\top }\mathbf {y} \geq 0}이며 {\displaystyle \mathbf {b} ^{\top }\mathbf {y} <0}인 {\displaystyle \mathbf {y} \in \mathbb {R} ^{m}}이 존재한다. 즉, {\displaystyle (n-1)}차원 초평면

{\displaystyle \operatorname {Span} \{\mathbf {y} \}^{\perp }=\left\{\mathbf {z} \in \mathbb {R} ^{m}|\mathbf {z} ^{\top }\mathbf {y} =0\right\}}
이 존재하여, {\displaystyle \mathbf {b} }와 볼록뿔 {\displaystyle \{\sum _{i=1}^{n}\mathbf {A} _{i}x_{i}|x_{i}\geq 0\}}은 이 초평면의 양쪽에 각각 존재한다.
여기서 {\displaystyle \mathbf {x} \in \mathbb {R} ^{m}}이 {\displaystyle \mathbf {x} \geq 0}라는 것은 {\displaystyle \mathbf {x} }의 모든 성분이 음수가 아니라는 것이다.

## 역사
헝가리의 과학자 퍼르커시 줄러(헝가리어: Farkas Gyula)가 1894년 증명하였다.